# Brachyglossina chaspia
Brachyglossina chaspia är en fjärilsart som beskrevs av Brandt 1938. Brachyglossina chaspia ingår i släktet Brachyglossina och familjen mätare. Inga underarter finns listade i Catalogue of Life.